# Hypsiboas caingua
Hypsiboas caingua és una espècie de granota que viu a l'Argentina, el Brasil i Paraguai.
Està amenaçada d'extinció per la pèrdua del seu hàbitat natural.